# Satoshi Hashida
Satoshi Hashida (橋田 聡司 Hashida Satoshi?, nacido el 20 de diciembre de 1981 en Kioto) es un exfutbolista japonés. Jugaba de guardameta y su último club fue el Thespa Kusatsu de Japón.

## Trayectoria

### Clubes
| Club            | País  | Año         |
| --------------- | ----- | ----------- |
| Kyoto Sanga FC  | Japón | 2004 - 2007 |
| Kataller Toyama | Japón | 2008 - 2010 |
| Thespa Kusatsu  | Japón | 2011        |

## Estadística de carrera

### J. League
| Club               | Año   | J. League | J. League | Copa J. League | Copa J. League | Total | Total |
| Club               | Año   | Part.     | Goles     | Part.          | Goles          | Part. | Goles |
| ------------------ | ----- | --------- | --------- | -------------- | -------------- | ----- | ----- |
| Kyoto Purple Sanga | 2004  | 0         | 0         | -              | -              | 0     | 0     |
| Kyoto Purple Sanga | 2005  | 1         | 0         | -              | -              | 1     | 0     |
| Kyoto Purple Sanga | 2006  | 0         | 0         | 0              | 0              | 0     | 0     |
| Kyoto Sanga FC     | 2007  | 0         | 0         | -              | -              | 0     | 0     |
| Kataller Toyama    | 2009  | 7         | 0         | -              | -              | 7     | 0     |
| Kataller Toyama    | 2010  | 5         | 0         | -              | -              | 5     | 0     |
| Thespa Kusatsu     | 2011  | 5         | 0         | -              | -              | 5     | 0     |
| Total              | Total | 18        | 0         | 0              | 0              | 18    | 0     |

## Palmarés

### Títulos nacionales
| Título    | Club               | País  | Año  |
| --------- | ------------------ | ----- | ---- |
| J2 League | Kyoto Purple Sanga | Japón | 2005 |